# Dethleffs Wohnauto
Dethleffs Wohnauto war ein von Arist Dethleffs 1931 entworfener und gebauter Wohnwagen. Es war der erste in Deutschland gebaute Wohnwagen und der erste Wohnwagen der Firma Dethleffs.
Das Original des damaligen Wohnautos ist nicht mehr erhalten. 1974 bauten Auszubildende in Dethleffs’ Lehrwerkstatt den Wagen anhand von Arist Dethleffs’ Plänen originalgetreu nach. Dieses Modell steht seit 2011 im Erwin-Hymer-Museum in Bad Waldsee im Landkreis Ravensburg.

## Geschichte

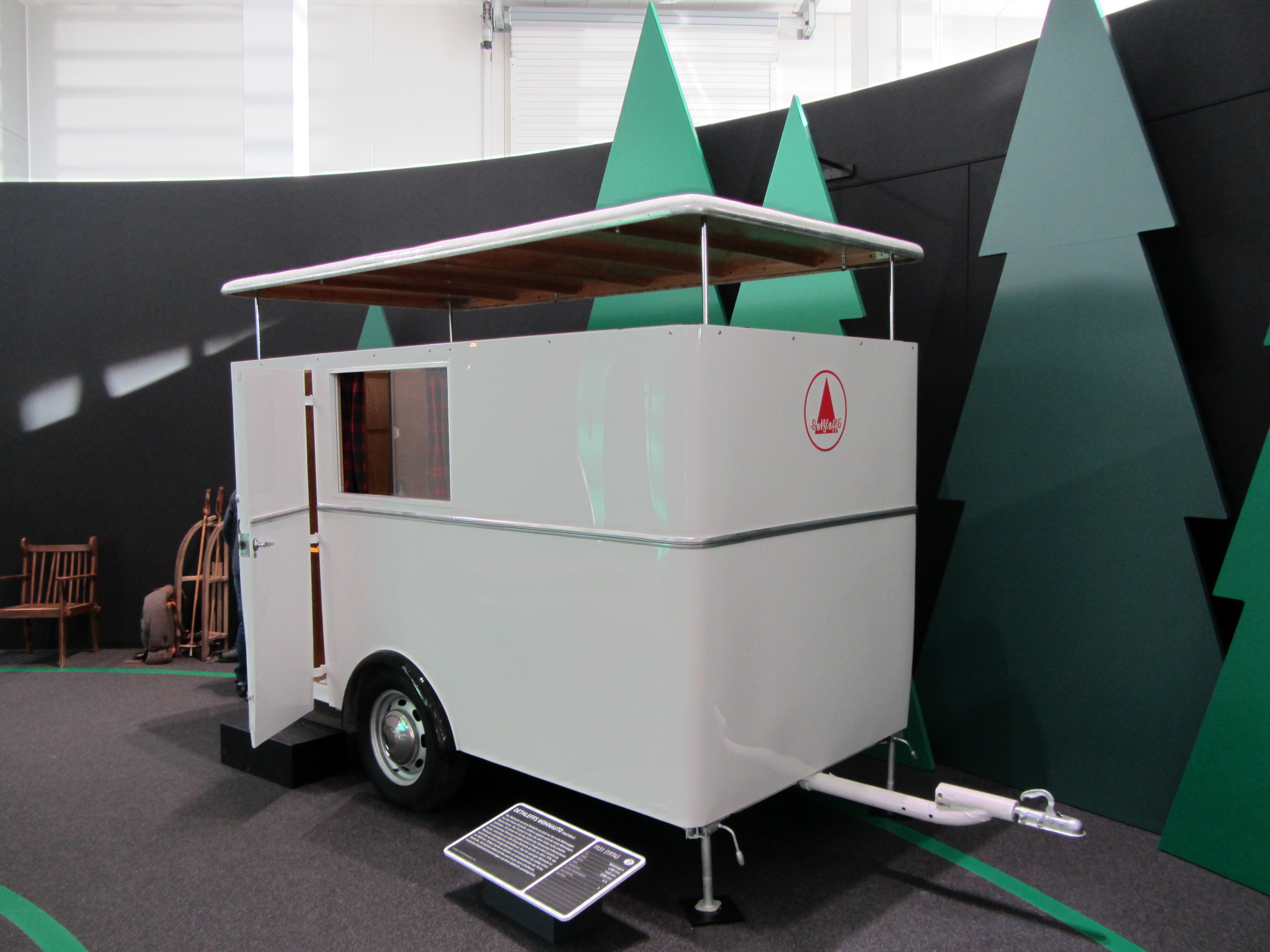
Dethleffs Wohnauto von 1931 (originalgetreuer Nachbau aus dem Jahr 1974)

Die heutige Dethleffs GmbH & Co. KG mit Sitz in Isny im Allgäu wurde 1832 als Dethleffs KG gegründet. Ihr damaliger hauptsächlicher Unternehmenszweck war die Herstellung und der Vertrieb von Peitschen. 1923 kam die Herstellung von Skistöcken hinzu. Erst 1958 wurde wegen der hohen Nachfrage nach Wohnwagen die Peitschen- und Skistockproduktion eingestellt.
Der Unternehmer Arist Dethleffs (1908–1996) war mit der Künstlerin Fridel Dethleffs-Edelmann verheiratet. Sie hatten eine gemeinsame Tochter Ursula Dethleffs. Der damalige Vertreter von Peitschen und Skistöcken wollte während seiner Geschäftsreisen in ganz Deutschland nicht auf die Anwesenheit seiner Familie verzichten und entwarf für seine Frau, die er 1931 geheiratet hatte, und die 1933 geborene kleine Tochter ein fahrbares Atelier mit Schlafplätzen, das später als Dethleffs Wohnauto bekannt wurde, wobei diese Bezeichnung in die Irre führt, da es tatsächlich ein einachsiger Wohnwagen ohne Antrieb ist.

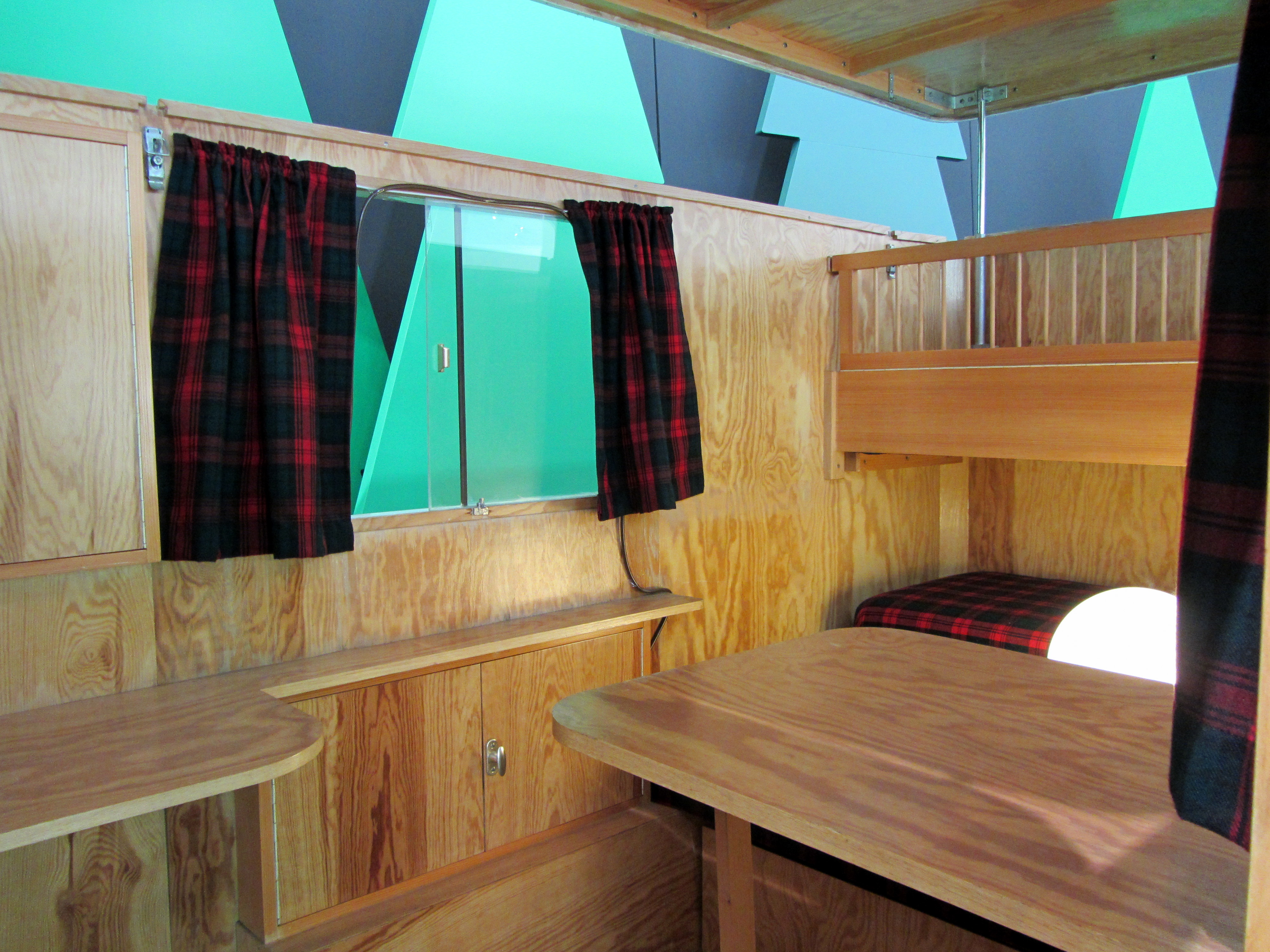
Innenansicht Dethleffs Wohnauto von 1931 (originalgetreuer Nachbau aus dem Jahr 1974)

Das Gefährt war ausgelegt auf drei Schlafplätze, eine Achse und zwei Räder mit Luftbereifung. Es konnte mittels einer Anhängerkupplung an einen damals gebräuchlichen Personenkraftwagen oder Traktor angehängt werden. Es war 4,38 m lang, 1,66 m breit und 2,05 m hoch. Der Anhänger für Kraftfahrzeuge hatte als Inneneinrichtung eine zum Doppelbett ausklappbare Sitzbank, Tisch, Stockbett und verschiedene Ablagen.
Während seiner Geschäftsreisen wurde Arist Dethleffs darauf angesprochen, wo man dieses Gefährt kaufen könne. So ergab sich aus der Existenz des Dethleffs Wohnautos eine Nachfrage nach diesem damals in Deutschland relativ unbekannten Gegenstand. Schon 1932 wurden erste Wohnwagen ähnlich dem Wohnauto von Dethleffs für Kunden gefertigt. 1936 waren mit der Produktion des Dethleffs Wohnautos sechs Personen beschäftigt. Aus der Idee von Arist Dethleffs entwickelte sich die heutige Firma Dethleffs, die seit 1983 ein Unternehmensbestandteil der Hymer AG in Bad Waldsee ist.